# Dáud Radžha
Dáud Radžha (arabsky داود راجحة‎, 1947 Damašek – 18. července 2012 tamtéž) byl syrský voják a politik, náčelník generálního štábu Syrské armády v letech 2009 až 2011 a syrský ministr obrany v době vlády prezidenta Bašára al-Asada, od 8. srpna 2011 až do své smrti. Zahynul při bombovém útoku v Damašku v době Syrské revoluce spolu se svým náměstkem Ásifem Šaukatem.
Radžha byl členem Řecké pravoslavné církve. Vystudoval vojenskou akademii, kde se soustředil na dělostřelectvo. Studium ukončil roku 1967. Od roku 1998 byl generálporučíkem, od roku 2005 generálem.